# Annales Bertiniani
Annales Bertiniani er en årbog fra det 9.århundrede. Her skildres Karl den Stores efterkommere i en tid der er præget af Frankerrigets deling. Annalerne er kendt fra et fuldstændigt håndskript der igennem mange århundreder blev opbevaret i klosteret St. Bertin. Årbogens faktiske og berettende stil gør den til en troværdig og værdifuld kilde til vor tids viden om det 9. århundredes Europa.

## Manuskript og overlevering
Følgende efter Rau (1980, s.4-5):
1. Opbevaret ved Stadtbibliotek St.Omer; Codex Audomariensis 706 (10.århundrede, i Reims). Også opbevaret ved Stadtbibliotek St.Omer; Codex Bruxellensis 6439-6455 (11.århundrede, i St.Bertin/St.Vaast)
2. Part af "Chronicon Vedastinum". Opbevaret ved Stadtbibliotek Douai; Codex Duacensis 753 (11.århundrede, i St.Vaast). Kun perioden 830-844
3. * Part af "Annales Mettenses posteriores". Codex Cheltenhamensis 1853 ~ Berolin. Meermanianus (12.århundrede). Kun perioden 830-837
4. Part af fortsættelsen til Aimoins "Historia Francorum". Opbevaret ved St.Germain-de-Pres; Parisinus 12711 (12.århundrede). Kun perioden 869-882
5. * Opbevaret ved Paris Bibliotheque Nationale Melanges Colbert t.46,2 (17.århundrede, i Antwerpen); fol.283-313. Kun perioden 839-863

### Den tyske oversættelse
Som bind 6 i serien "Ausgewählte Quellen zur deutschen Geschichte des Mittelalters"
er årbøgerne for St.Bertin, St.Vast og Xanten publiceret med både en nyredigeret latinsk tekst og nybearbejdet tysk oversættelse (Rau 1980). Udgavens titel, Quellen zur karolingische Reichsgechichte - zweiter Teil henviser til at kildeteksterne forstås som en fortsættelse af de frankiske rigsannaler. Den latinske tekst har som forlæg Waitz' version fra 1883, korrigeret i sammenhold med manuskripterne (#3) og (#5). Den tyske oversættelse er baseret på J. von Jasmunds oversættelse fra 1857.

Rau har skrevet en del noter, der fortrinsvis supplerer tekstens historiske oplysninger, og specielt også med oplysning om de historiske dokumenter teksten refererer til, mens der er få tekst-kritiske noter. Udgaven er suppleret med et 30-siders navne-register.

## Tekstens indhold
I det 9.århundrede har fortællingen om civilisationens fremadskriden nok været sat på en prøve, og den skildring der kan læses i Annales Bertiniani er bemærkelsesværdig på mange måder.

### En kort karakteristik
- Det er et stort værk, på henved 100 sider - ikke en selvfølge for datidens kildetekster
- Sprogstilen er berettende - ikke hverken esoterisk eller punktvis abrupt
- Tekstens struktur er ganske enkel, inddelt efter fremadskridende år, men også konsekvent og overskuelig

Tid og sted
Annalerne skildrer perioden 830-882 og beretter om hændelserne i karolingernes vidtstrakte domæne, fra den frisiske region og Sachsen i nord til Rom og Barcelona i syd.
Forfatterskab og datering
Ifølge Rau (1980, s.1-2) er annalerne blevet til over tre forløb,
- 830-835 : Forfatteren er ukendt
- 835-859 : Bisp Prudentius af Troyes
- 860-882 : Ærkebiskop Hinckmar af Reims

Titel
Det er disse tre tekst-forløb der kendes som Annales Bertiniani. Titelen kommer sig af at manuskripterne (#1) - se ovenfor:Manuskript og overlevering - der også udgør en fuldstændig overlevering, blev opbevaret i St.Bertin klosteret.
Baggrund
Annalerne er til dels en samtidsskildring. Enkelte steder findes referencer til kontemporære dokumenter og i det sidste tekstforløb, tilskrevet ærkebiskop Hinckmar, fuldt citerede dokumenter.

### Tekstens temaer
Tekstens temaer er mest åbenbart skildringen af
- Den karolingiske kongefamilie
- Relationen mellem karolingerne og den romerske kirke (latin: sancta romana ecclesia; først senere kendt som den romersk-katolske kirke)

### Nogle dramatiske elementer
Væsentligt kendetegnende for teksten er den nomenklatur der skildrer de besiddelser som den karolingiske kongefamilie har.
Dels de aristokratiske institutioner, hertugdømmer, grevskaber og markgrevskaber (latin: ducatus, comitatus, marchis),
ligeledes gejstlige institutioner som klostre og bispedømmer (latin: abbatias, episcopatus) - dog er det hyppigst de embeder der hører hertil som omtales: Abbeder og biskopper (latin: abbates, episcopi) -
dels kongsgårdene (latin: regis villis), hvor rigsdagene (Rau (1980):Reichstag; latin: placitus, conventus) finder sted.
Ligesom i den tidlige danske beretning - Roskildekrøniken - om de skandinaviske kongefamilier, er de væbnede konflikter iblandt den karolingiske kongefamilie et fast og karaktergivende element i annalen. De ekstra aspekter der er, er dels udefrakommende angreb på karolingiske besiddelser (skandinaver, slaver, saracener), samt de nævnte politisk-administrative fænomener i karolingernes herredømme. Dette sidstnævnte er også med til at forøge antallet af nævneværdige personer: Ikke kun bisper og kongefamiliens medlemmer er navngivet, men også hertuger og grever bliver en del af fortællingen.
Tekstens navnemateriale omfatter hertil navngivne konger fra de omkringliggende regioner - den bemærkelsesværdige undtagelse er daneren Herioldus, der altså ikke omtales som konge. Herioldus identificeres almindeligvis med Harald Klak.
Bisper og ærkebiskopper er, ligesom hertuger og grever, væbnede jordbesiddere, og deltager både i hærtog og rigsdagene. Flere af kirkens synoder omtales, hvor kejseren enkelte gange deltager. Den romerske kirkerets jurisdiktion omfatter ikke kun gejstligheden, men også den kristne trosmenighed og herunder regnes kejser og konge. I Annales Bertiniani skildres dette blandt andet ved den langvarige strid mellem kong Lothar (latin: Lotharius rex) og pavestolen - kong Lothars ægteskabsskandale - i årene 860-869; en strid der såvel involverer de bisper og ærkebiskopper der tager Lothars parti. Ægteskabsskandalen tjener også som et eksempel på de sammensatte faktorer og den detaljerigdom der en gang imellem dukker op i udredningen af den tids historie - se ex Georgis (1995).

## Historiske aspekter

### De barbariske angreb
"Grusomt, som sådanne tilfælde er, er det vigtigt at være opmærksom på at sådan praksis på ingen måde var usædvanlig i den tid, iblandt frankere såvel som deres naboer." (frit oversat efter Coupland (2003, p.191))
Den stereotype omtale af barbariske overgreb findes i Annales Bertiniani både i sammenhæng med udefrakommende hærtog og de hærtog der anføres af rigets kejser, konger, hertuger og grever.
De 'virkelige' barbarer - de udefrakommende hærtog - er dog altid beskrevet med etnonymer, heriblandt

#### Daner og normanner
Redegørelsen, for hvad der er hvad, kan den dag i dag være vanskelig.

Det er bekvemt at sige det handler om skandinaver eller vikinger - begreber der ikke findes i Annales Bertiniani.
I år 911 svor Rollo troskab til den frankiske kejser, og fik en formel råderet over det bretonske område der herefter er kendt som Normandiet. Det er en historisk hændelse der desværre ligger et stykke tid efter annalernes slutning, men til gengæld fortæller annalerne så om de hændelser der ledte hen mod normannernes fyrstedømme.

### Økonomisk forvaltning
Varetagelsen af gods og guld er ikke helt udeladt af fortællingen, men selvom det retrospektivt er meget relevant at forstå de politisk-administrative termer som såvel økonomisk-administrative begreber så er det vanskeligt at beskrive teksten som en tematisk anlagt skildring af økonomiske forhold. Udover de allerede nævnte politisk-administrative termer findes i Annales Bertiniani kongegods (latin: fiscos) og bol (Rau (1980) tysk: Huben, Hufen; latin: mansus), samt afgifter og tiende. I nyere moderne tysk forskning - ca. tilbage til begyndelsen af 1800-tallet - skildres den tids økonomiske forvaltning som "Grundherrschaft", og det er også hvad man tematisk forbinder med feudalisme.
Hyppigt omtales den årlige tribut-betaling som kejseren modtager (Rau (1980) tysk: Jahresgeschenke; latin: dona annualis), men uden at det er beskrevet nærmere.
Lignende forbliver tekstens omtale af vasaller (latin: vasalli) og rigets 'mægtige' personer
(Rau (1980) tysk: Große; latin: primores; proceres; optimatibus; potentioribus)
anonyme begreber - en enkelt undtagelse findes under år 874.

Yderligere vidnesbyrd om lensvæsnet findes i teksten som kejserens eller kongens udgivelse af latin: beneficias, honores, der hos Rau (1980) oversættes til len (tysk: Lehen) samt mange edsaflæggelser for troskab - for den polemiske diskussion om lensvæsnets tidlige tid, se ex Kasten (1997), Deutinger (2007).

### Primærtekster
- Waitz, Georg, red. (1883), Annales Bertiniani, Scriptores rerum Germanicarum (Monumenta Germaniae Historica), vol. 5, Hannover: Impensis bibliopolii Hahniani, arkiveret fra originalen 9. april 2016, hentet 31. december 2015
- Grat, Félix; Jeanne Vielliard; Suzanne Clemancet, red. (1964), Annales de Saint-Bertin (avec une introduction et des notes par Léon Levillain), Société de Histoire de France, vol. 470, Paris: C. Klincksieck
- Rau, Reinhold; Rehdantz, Carl; von Jasmund, Julius, red. (1980), Quellen zur Karolingischen Reichsgeschichte Zweiter Teil : Jahrbücher von St.Bertin, Jahrbücher von St.Vaast, Xantener Jahrbücher, Ausgewählte Quellen zur deutschen Geschichte des Mittelalters, vol. 6, Darmstadt: Wissenschaftliche Buchgesellschaft, ISBN 3534069641 (unveränderter reprographische Nachdruck der Ausgabe Darmstadt 1969)
- Nelson, Janet (ovs.) (1991), The Annals of St. Bertin, Ninth Century Histories, vol. I, Manchester